# Pooh
I Pooh sono un gruppo musicale pop rock italiano formatosi nel 1966 a Bologna.
La composizione del gruppo, inizialmente costituito da cinque elementi, ha subito delle modifiche nel corso degli oltre cinquant'anni di storia, anche se la formazione con la quale i Pooh hanno conosciuto i loro maggiori successi, tra cui la vittoria al 40º festival di Sanremo, è stata quella composta stabilmente per 36 anni, dal 1973 al 2009, da Roby Facchinetti (tastiera), Dodi Battaglia (chitarra), Red Canzian (basso) e Stefano D'Orazio (batteria e, occasionalmente, flauto).
Principale compositore della maggior parte delle canzoni è Facchinetti, in coppia con il paroliere Valerio Negrini, fondatore della band. Nel corso degli anni, precisamente dal 1972 in poi, anche gli altri membri del gruppo hanno contribuito ad arricchire il repertorio dei Pooh con le loro composizioni (Battaglia e Canzian) e le loro liriche (D'Orazio). Fin dagli esordi, la band non ha mai avuto una sola voce solista, ma tutti i membri hanno sempre contribuito a cantare da solisti in diversi pezzi o alternandosi a due, tre o quattro voci in alcuni di essi, sebbene, soprattutto nella seconda metà gli anni 70 e nella prima degli anni 80 dominasse quella di Facchinetti. Nel 1986 i quattro Pooh dell'epoca sono stati insigniti dal presidente Francesco Cossiga dell'onorificenza di cavalieri.
Altro importante membro dei Pooh è il bassista Riccardo Fogli, che nel 1972, dopo l'album Alessandra, ha lasciato il gruppo per intraprendere la carriera da solista, ritornando a farvi parte in occasione della tournée del cinquantennale, tra il 2015 e il 2016, e nuovamente a partire dal 2023.
Nel corso della loro carriera i Pooh hanno venduto più di 100 milioni di dischi, record assoluto per un complesso italiano.

## Storia

### Gli anni sessanta
Gli inizi
Il primo nucleo dei futuri Pooh nacque a Bologna nel 1962 con il nome di Jaguars, dall'incontro tra il batterista Valerio Negrini e il chitarrista Mauro Bertoli. Nel 1964 si arriva alla prima formazione stabile: i citati Negrini e Bertoli più Vittorio Costa (voce), Giancarlo Cantelli (basso) e Bruno Barraco (chitarra ritmica e tastiere).
Nel 1965 Vittorio Costa lascia per proseguire gli studi di medicina mentre entrano Bob Gillot (tastiere) e Mario Goretti alla chitarra ritmica.
Durante la sua permanenza nel gruppo Goretti fu secondo chitarrista e cantante, ma anche bassista, armonicista e fisarmonicista, nonché curatore dei cori negli album Per quelli come noi e Contrasto. Gilberto Faggioli entra al posto di Cantelli.
Nel gennaio 1966 il quintetto Negrini-Bertoli-Goretti-Faggioli-Gillot ottiene un contratto con la Vedette, la casa discografica di Armando Sciascia che, avendo perso proprio in quel periodo l'Equipe 84, sta cercando un nuovo complesso beat. Poiché esiste una formazione romana con lo stesso nome (I Jaguars) che ha già inciso un 45 giri, si deve trovare una nuova denominazione: questo fu fornito dalla segretaria dello stesso Sciascia, Aliki Andris, fan dell'orsacchiotto della Disney Winnie the Pooh (un orsacchiotto stilizzato, in effetti, apparve sulle copertine di numerosi vinili fino alla soglia degli anni novanta).
Nel febbraio del 1966 il complesso incide il primo 45 giri: Vieni fuori cover del brano Keep on Running dello Spencer Davis Group. Poi partecipa al programma televisivo Settevoci, in cui presenta il brano Quello che non sai, cover di Rag doll dei Four Seasons, pubblicato come lato B di Bikini Beat, secondo 45 giri uscito a maggio, che viene commissionato al quintetto come jingle pubblicitario da parte di un'importante marca di rossetti. Sul finire del mese di aprile Bob Gillot viene sostituito da Roby Facchinetti e durante l'estate dello stesso anno Riccardo Fogli entra a far parte del complesso sostituendo Gilberto Faggioli, bruscamente "licenziato" da Bertoli & company. L'incontro fra l'ex cantante degli Slenders, un gruppo rock di Piombino, e il complesso dei Pooh avviene al Piper di Milano.
I primi successi
Nell'ottobre del 1966 il quintetto partecipa al Festival delle rose con il brano Brennero 66 che però viene censurato dalla RAI in quanto tratta del terrorismo in Alto Adige. Valerio Negrini è quindi costretto a scrivere velocemente un testo alternativo per il brano, che viene presentato come Le campane del silenzio e si classifica all'ultimo posto della kermesse. Il primo album Per quelli come noi è pubblicato alla fine dell'anno e presenta le reincisioni delle canzoni uscite su 45 giri eseguite con la nuova formazione più altri brani; vende oltre 15.000 copie e comprende sei cover e sei brani scritti dal duo Facchinetti-Negrini che però non firmano le canzoni, non essendo ancora iscritti alla SIAE. A un quarto di secolo dalla loro pubblicazione (1991), Facchinetti e Negrini hanno potuto finalmente riappropriarsene con una telefonata ad Armando Sciascia. Lo stesso Roby riassume: «Riascoltare la sua voce fu un'emozione. Pronunciò parole molto belle sui Pooh. Lo ringraziai. Era stato per noi una sorta di padre. Quando ci mancavano i soldi per mettere la benzina nel furgone, era spesso lui ad allungarceli».
Nell'aprile del 1967 la Vedette pubblica il quarto 45 giri Nel buio/Cose di questo mondo. Subito dopo Mauro Bertoli si sposa con una giovane ballerina e decide di abbandonare la carriera musicale. Da quel momento in poi la formazione si stabilizza in un quartetto.
Ad aprile del 1968 il quartetto conosce per la prima volta l'ebbrezza della classifica dei dischi con la canzone Piccola Katy, in origine lato B del loro quinto 45 giri In silenzio, che sale fino alla decima posizione della hit parade, citato per tre volte da Lelio Luttazzi, il presentatore della popolare trasmissione, ma non dato all'ascolto, che spettava alle canzoni classificatesi fino all'ottavo posto. Poco dopo la pubblicazione del disco, concluso il giro dei concerti estivi (settembre 1968), Mario Goretti, stanco dei continui spostamenti in giro per l'Italia, lascia il complesso e torna a Bologna, dove apre un'azienda di amplificatori. Nonostante il successo del singolo In silenzio/Piccola Katy, alla cui registrazione partecipò come chitarrista (è sua l'introduzione del lato B).
Goretti viene sostituito dal bolognese Dodi Battaglia, notato da Enrico Marescotti dopo averlo visto esibirsi ad una festa in un assolo di chitarra elettrica degli Shadows. Battaglia, già membro de I Meteors, che sono stati anche il complesso musicale di Gianni Morandi, diventa un protagonista della crescita dei Pooh.
In quello stesso anno i rapporti fra i Pooh e la casa discografica si incrinano in seguito alla pubblicazione del loro secondo album Contrasto nel luglio 1968: fatto uscire di nascosto mentre il complesso è in tournée, il disco viene ritirato dal mercato poco dopo. Infatti questo album comprende soprattutto provini e scarti, oltre al singolo In silenzio/Piccola Katy. A ottobre esce il sesto singolo Buonanotte Penny/Il tempio dell'amore, il primo cantato e suonato da Battaglia, che non riesce a ottenere il successo del precedente.

Formazione sul finire degli anni sessanta: Valerio Negrini, Dodi Battaglia, Riccardo Fogli e Roby Facchinetti

Nel 1969 esce il singolo Mary Ann, che partecipa e si piazza penultimo nel girone B del Cantagiro. Nel 1969, come reazione a queste critiche, esce il terzo album Memorie che ottiene un ottimo consenso dalla critica, ma non un effettivo riscontro dal pubblico. A novembre esce l'ottavo e ultimo singolo con la Vedette: Goodbye madama Butterfly/Un minuto prima dell'alba.
L'album Memorie costituisce uno dei primi concept album della storia della musica leggera in Italia: per la prima volta nella storia del gruppo i testi delle canzoni si riuniscono in una trama da cui si delinea una storia di vita dai toni amari e critici; proprio da questo LP dalle atmosfere rarefatte e le melodie malinconiche si iniziano a riconoscere i Pooh che verranno. Lo scarso riscontro commerciale del disco, unito alla tensione creatasi per la vicenda di Contrasto, spingono il gruppo a "rompere" il contratto con la Vedette e a cambiare casa discografica.

### Gli anni settanta
I primi successi europei e mondiali
Nel 1971 i Pooh passano alla CBS e con il produttore Giancarlo Lucariello arrivano le prime grandi soddisfazioni. Il singolo Tanta voglia di lei approda al numero uno della classifica in due settimane. Lo stesso capita con Pensiero, che vende oltre un milione di copie. Nonostante tutti la considerino un pezzo d'amore, il brano parla di un carcerato. Entrambi i singoli entrano nelle classifiche sudamericane balzando subito ai primi posti, vendendo in pochi mesi rispettivamente 450.000 e 1.200.000 copie.
Opera Prima, l'arrivo di D'Orazio
Esce il disco Opera prima, un LP che fonde la musica sinfonica, come nel brano omonimo, alla melodia italiana. Valerio Negrini abbandona il gruppo, pur rimanendo legato ai Pooh come paroliere, e viene sostituito alla batteria dal romano Stefano D'Orazio, che aveva già suonato in gruppi come I Naufraghi e Il Punto (il secondo dei due gruppi aveva ottenuto un contenuto successo, ottenendo anche una copertina su Ciao 2001, il settimanale di musica più prestigioso di quegli anni). I Pooh registrano in inglese alcuni dei loro brani: Tutto alle tre diventa The Suitcase e la CBS decide di inserirlo in una raccolta che comprende i migliori artisti del loro vastissimo catalogo. Tanta voglia di lei arriva terza al Festivalbar.
Nel 1972 si afferma ancora il successo mondiale, grazie ai singoli Noi due nel mondo e nell'anima (retro Nascerò con te) e Cosa si può dire di te (retro Quando una lei va via). La casa discografica è indecisa su quale dei due singoli puntare maggiormente. Così, per non fare un torto né all'interpretazione di Dodi in Noi due nel mondo e nell'anima né al sempre più indolente Riccardo di Nascerò con te, decide di pubblicare il 45 giri come un Doppio Lato A, scegliendo una copertina bianca col solo nome del gruppo in primo piano e la foto dei quattro. A Nascerò con te viene riservato il ruolo di brano da inserire nei juke-box, mentre Noi due nel mondo e nell'anima diventerà la canzone destinata alla promozione radiofonica. Da Londra arriva il sintetizzatore Minimoog, che fa una fugace apparizione proprio in questo brano. L'album Alessandra segna una maggiore presenza di Roby alla voce, che fino a quel momento era stata di appannaggio soprattutto di Dodi e Riccardo, e vede per la prima volta la firma di Dodi Battaglia come autore delle musiche.
Alessandra, l'abbandono di Fogli e l'arrivo di Canzian con Parsifal
A causa dell'influsso di Lucariello, il complesso mette da parte le sue capacità strumentali per fare posto agli archi dell'elegantissima orchestra di Franco Monaldi. Oltre a ciò, per la prima e unica volta in Alessandra il produttore riesce a imporre che l'album sia composto esclusivamente da canzoni d'amore. È un disco dove scompare quasi totalmente la chitarra elettrica, sostituita prevalentemente dagli arpeggi dell'acustica di Dodi, non ci sono assoli di chitarra a intralciare i saliscendi orchestrali dei 12 brani dei quali è composto il disco. A questo punto Riccardo Fogli decide di lasciare il gruppo per intraprendere la carriera solista. Infatti a suo giudizio il produttore tende a privilegiare la voce di Battaglia a scapito della sua. Il gruppo sembra sul punto di sciogliersi quando all'inizio del 1973, dopo infinite selezioni tenutesi nella lavanderia di un albergo sull'Appennino tosco-emiliano a Roncobilaccio, viene scelto il nuovo bassista Red Canzian, già chitarrista degli Osage Tribe, gruppo fondato da Franco Battiato, poi in forza ai Capsicum Red, che all'attivo aveva due singoli e un album.
Nel 1973 esce il disco Parsifal, un LP complesso e di ampio respiro strumentale e lirico. Anticipato dai singoli Io e te per altri giorni e Infiniti noi, questo LP miscela in maniera unica nel panorama italiano il pop sinfonico di derivazione britannica con le melodie sofisticate di Roby Facchinetti come nell'omonima Parsifal o in L'anno, il posto, l'ora. Se lo stile musicale sembra indirizzarli verso paragoni ingombranti come Pink Floyd e Genesis, i cori dei quattro riportano direttamente ai Beatles e ai Bee Gees. Il brano omonimo segna una tappa importante nella storia del complesso in quanto la sua seconda parte è esclusivamente strumentale. Il brano Lettera da Marienbad è scelto come Lato B del singolo Io e te per altri giorni e lasciato fuori dalla versione 33 giri dell'album, anche se è regolarmente incluso nella versione stereo8 dello stesso.
Nel 1974 esce la raccolta I Pooh 1971-1974 che contiene i loro motivi di successo. Vengono inclusi nel disco Se sai, se puoi, se vuoi e Per te qualcosa ancora, utilizzati come lato A dei relativi 45 giri, che comprendono anche Inutili memorie e E vorrei. I brani, ordinati secondo un criterio cronologico abbastanza rigido, mettono bene in evidenza quanto rapida sia stata la maturazione musicale nello stile dei Pooh in questi quattro anni. I due singoli comunque non raggiungono il successo dei precedenti. Il 1975 è un anno di transizione. Il notevole carico di musica sinfonica nonché di liriche spesso oniriche e difficili si fonde in due LP di modesto successo commerciale. Un po' del nostro tempo migliore si presenta come un LP troppo difficile per il pubblico dei Pooh, abituato a canzoni di rapida presa. L'utilizzo massiccio dell'orchestra, di strumenti come il clavicembalo e di lunghi pezzi strumentali non favorisce certamente il passaggio radiofonico. Neanche il seguente Forse ancora poesia riesce a vendere come Parsifal: Ninna nanna, scelto per promuovere l'album, riesce appena a entrare nella top 10 dei singoli. Gli arrangiamenti a base orchestrale erano stati imposti dal produttore Lucariello, mentre il gruppo si era pronunciato per degli arrangiamenti acustici. Il disco viene prodotto piuttosto in fretta, è meno difficile e curato del precedente e i Pooh eseguiranno dal vivo pochissimi brani di questo album.
La consacrazione
Proprio intorno al 1975 per la prima volta negli anni settanta parecchi altri complessi italiani, come la Bottega dell'Arte, il Giardino dei Semplici, i Beans e i Matia Bazar, riescono più o meno simultaneamente a imporsi all'attenzione del pubblico piazzando uno oppure due 45 giri nelle classifiche di vendita ottenendo dati di vendita senz'altro paragonabili a quelli degli ultimi singoli dei Pooh. Dato che Lucariello non riesce più a perpetuare il successo del complesso, i dissapori si intensificano. Il desiderio di continuare a suonare riducendo l'apporto dell'orchestra porta infine il complesso ad autoprodursi, primo caso del genere in Italia, e a dividersi definitivamente dal produttore che li aveva portati al successo. Canzoni come Pierre e Linda, con cui i Pooh partecipano al Festivalbar e che Miguel Bosé canterà in spagnolo ottenendo il successo, e l'album Poohlover segnano una netta sterzata rispetto al recente passato. Le musiche sono suonate dai quattro con arrangiamenti più ricchi, nonostante resti ancora l'accompagnamento di una sezione d'archi. I testi non si concentrano più solo sull'amore, ma si avvicinano alla quotidianità e alle questioni sociali; in Poohlover si parla infatti di omosessuali, prostitute, zingari e carcerati. Con Linda il gruppo ritorna dopo alcuni anni ai vertici delle classifiche; in Piazza San Marco a Venezia viene allestita una festa per i dieci anni di carriera del complesso: i Pooh si fanno fotografare vicino a una gigantesca torta in polistirolo.
Roby, Dodi e Stefano, senza Red, ma accompagnati da Valerio come cantante, aprono a questo punto una parentesi registrando sotto il nome di Mediterraneo System un 45 giri con i brani Ci pensi? e Mezzanotte a maggio. Nel 1977 partecipano alla colonna sonora dello sceneggiato televisivo La gabbia, con i brani strumentali Risveglio e La Gabbia. Risveglio, la facciata A, deve peraltro una parte della sua popolarità a uno spot pubblicitario messo in onda in televisione per una nota ditta di cucine componibili. In quell'anno inaugurano un'epoca di grandi concerti negli stadi, raggi laser, fumi sul palco, sfarzo che resterà per decenni uno dei simboli della band. In questo periodo partecipano a diverse puntate di Domenica in con Corrado. Anticipato dal 45 estivo Dammi solo un minuto, esce l'LP Rotolando respirando, il primo prodotto dalla CGD, la nuova casa discografica, con cui i Pooh firmano un contratto dopo essersi distaccati dalla precedente CBS.
Il disco viene registrato per due volte dato che nella prima sessione erano stati sbagliati completamente i mixaggi; per rimediare agli errori tecnici i Pooh scelgono di remixare l'album agli Stone Castle Studios del Castello di Carimate, all'epoca tra i più all'avanguardia d'Europa. A febbraio del 1978 esce la raccolta Pooh 1975-1978, composta da 12 brani dei quali 4 mai apparsi su L.P. (Donna davvero, È bello riaverti, La gabbia e Risveglio). Il crescente successo porta i Pooh a incidere un altro tra i suoi principali LP, Boomerang (1978). Per la prima volta si osservano un uso generoso del sintetizzatore e numerosi virtuosismi alla chitarra elettrica anche nelle parti cantate. Si tratta anche del primo LP in cui si rinuncia totalmente all'accompagnamento degli archi.
Il singolo Cercami/Giorno per giorno e brani come Pronto buongiorno è la sveglia, Ci penserò domani con il basso fretless di Red in primo piano, Classe '58 e Il ragazzo del cielo (Lindbergh) sono pezzi di notevole successo e tra i più amati dai fan. Paolo Steffan, già membro dei Capsicum Red e del duo Genova & Steffan nonché amico di Canzian, disegna il logotipo tuttora usato dal gruppo. All'inizio del 1979 esce il singolo Fantastic Fly/Odissey, colonna sonora dello sceneggiato televisivo Racconti fantastici, tratto dai racconti di Edgar Allan Poe. Nello stesso anno esce Viva e i Pooh vendono oltre 700.000 copie. Brani come Io sono vivo che rimane in classifica per oltre 51 settimane, Notte a sorpresa, L'ultima notte di caccia, Tutto adesso, In concerto sono tra i pezzi più amati e richiesti dai fan. Proprio con Io sono vivo e Notte a sorpresa i Pooh inaugurano la moda di realizzare video promozionali per i 45 giri. I pezzi del disco vengono abbinati alla stagione 1979-1980 del programma televisivo Domenica in.

### Gli anni ottanta
Hurricane, Buona Fortuna e il primo disco live

I Pooh mentre si esibiscono a Un disco per l'estate 1989.

Nel 1980 i Pooh pubblicano l'album Hurricane, un disco nel quale i Pooh riarrangiano in inglese i pezzi più importanti dell'ultimo triennio pensato per il mercato estero. Il disco non riesce a entrare nelle classifiche americane e inglesi e viene quindi fatto uscire anche in Italia, dove diventa disco d'oro. Successivamente, il disco ...Stop del 1980 inaugura il nuovo decennio con il 45 giri Canterò per te (lato B Stagione di vento) e altri brani famosi come Inca, Vienna, Aria di mezzanotte, Ali per guardare, occhi per volare.
A febbraio del 1981 esce la raccolta Pooh 1978-1981 composta da 12 brani di cui 2 mai apparsi su L.P. (Giorno per giorno, Sei tua sei mia). A settembre del 1981 esce sul mercato italiano Buona fortuna, contenente brani come il 45 giri estivo Chi fermerà la musica, Buona fortuna, l'autobiografica Banda nel vento (già lato B del 45 giri) e Dove sto domani. Di Chi fermerà la musica viene girato un noto videoclip in cui i Pooh si scambiano i ruoli raccontando la storia di un gruppo qualsiasi.
Nella primavera del 1982 i Pooh pubblicano Palasport, il loro primo disco live, un doppio vinile registrato durante il tour autunnale 1981. Nel live, che ripercorre i primi 15 anni di carriera del gruppo, ci sono anche due inediti suonati appositamente per la tournée: Canzone per l'inverno e Siamo tutti come noi. Nell'autunno dello stesso anno esce il 45 giri Non siamo in pericolo (lato B Anni senza fiato).
La svolta
Seguendo la moda dei grandi gruppi dell'epoca, i Pooh decidono di andare all'estero per incidere i propri lavori. Tropico del nord del 1983 viene registrato negli studi di Montserrat, nei Caraibi. È il primo LP italiano a essere commercializzato anche sul supporto CD, con una traccia in più (Colazione a New York). Per la prima volta su un disco del gruppo si trova una canzone, Solo voci, eseguita a cappella. Nato per celebrare i Beatles di Because, il brano si avvale dello stesso compressore utilizzato dal gruppo inglese per le registrazioni dei loro dischi. Durante le registrazioni di Tropico del nord i Pooh realizzano i videoclip delle canzoni del disco, che vengono inclusi in uno speciale chiamato L'anno del Tropico distribuito poi su VHS. Da questo LP non vengono estratti 45 giri ufficiali, ma molti brani vengono scelti come singoli promozionali, anche per il mercato estero. Dopo un tour nei grandi spazi i Pooh decidono di intraprendere, sulla falsariga di molti gruppi americani, una tournée nei club più piccoli. Il Club Tour 83 vede i Pooh riproporre dal vivo brani lasciati in disparte come Eleonora mia madre, Infiniti noi, Classe '58 e La città degli altri.
Durante le registrazioni del disco, Facchinetti compone la maggior parte dei brani che verranno inclusi nel suo primo album solista, intitolato Roby Facchinetti. Nel 1984 i Pooh volano a Maui, nelle Hawaii, per registrare il disco Aloha negli studi di George Benson. Durante il soggiorno hawaiano i Pooh registrano le otto tracce che compongono l'LP e Canzone per Lilli che viene proposta solo nella versione CD. Il disco alterna brani dalle tematiche leggere (Ragazzi del mondo o Come saremo) ed altri più cupi (Selvaggio e Il giorno prima, che immagina gli esiti di un conflitto nucleare fra Stati Uniti e Unione Sovietica) e si caratterizza per la forte presenza del sintetizzatore Fairlight che caratterizza le ultime produzioni musicali della band.
Il successivo tour italiano vede Stefano presentarsi sul palco dotato di una nuova batteria elettronica in sostituzione di quella tradizionale. Le esibizioni dal vivo vengono introdotte dai suoni sintetizzati di Roby sulle note di Selvaggio. Dal soggiorno hawaiano i Pooh portano in Italia uno special di oltre un'ora, special che viene proposto in prima serata dalla Rai. Lo special è composto dai videoclip delle canzoni realizzati sull'isola con i commenti e gli aneddoti degli artisti. È stato commercializzato nel 2003 come primo DVD ufficiale della band. A fine anno esce la quarta raccolta della band, Pooh 1981-1984 e tutto quanto mai apparso su L.P.. L'album è doppio ed è composto da 19 brani dei quali 9 mai apparsi su LP e 7 mai apparsi su CD.
Nel 1985 anche Dodi pubblica il suo primo disco solista, Più in alto che c'è, con la collaborazione di Vasco Rossi nell'omonimo brano. Asia non Asia, dello stesso anno, è il nuovo lavoro dei Pooh registrato in Giappone. Ne esce un disco pieno di chitarre sintetiche e tastiere. Il brano Se c'è un posto nel tuo cuore, primo interpretato esclusivamente da Stefano D'Orazio, viene scelto come sigla di chiusura del programma Il processo del lunedì, mentre Se nasco un'altra volta viene utilizzata per il lancio del disco e partecipa anche al Festivalbar. Nel 1986 esce una raccolta edita dalla Vedette intitolata C'è l'amore negli occhi tuoi.
Il ventennale con Giorni Infiniti
Nel 1986, per festeggiare i vent'anni del gruppo, esce Giorni infiniti su supporto in vinile completamente bianco. Il suono richiama le origini del gruppo e mescola acustica vecchio stile e nuove tecnologie. Notevole la sezione fiati coordinata da Demo Morselli e composta anche da Amedeo Bianchi e Claudio Pascoli. L'impegno di questo album è sottolineato da brani quali ad esempio Terry B., ispirata da una vicenda di cronaca accaduta a Milano l'anno precedente con protagonista la modella americana Terry Broome, C'est difficile mais c'est la vie, un brano particolare con un'introduzione di pianoforte eseguita da Roby Facchinetti, Venti, un brano autobiografico in cui i Pooh giocano con il doppio senso cronologico/atmosferico del titolo. Torna anche l'organo Hammond che dà un'atmosfera anni sessanta al brano L'altra parte del cielo.
Red pubblica il suo primo lavoro solista, Io e Red, che vede la collaborazione di grandi artisti italiani. I Pooh vengono immortalati al museo delle cere di Roma e nominati Cavalieri dal Presidente della repubblica. Il tour invernale del 1986 viene impresso su triplo vinile e nel 1987 esce Goodbye, il secondo disco live. Nel 1987 esce il disco Il colore dei pensieri con l'ecologista Acqua dalla luna. I Pooh tornano a parlare di politica in Dall'altra parte, un brano in cui si parla del vento di cambiamento che sta attraversando l'Unione Sovietica.
Nel 1988 con il disco Oasi i Pooh cominciano a collaborare con il WWF. L'impegno sociale dei Pooh continua sulla falsariga del disco precedente: il tema della distruzione del pianeta si rincorre in Nell'erba, nell'acqua e nel vento, il crescere delle discriminazioni razziali in Senza frontiere, senza lasciarsi alle spalle i pezzi melodici che più hanno contraddistinto il loro stile, come in Che vuoi che sia e La ragazza con gli occhi di sole cantata da Stefano D'Orazio. Nel 1989 i Pooh mettono in commercio, con tiratura limitata, il brano strumentale Concerto per un'oasi, un maxi 45 il cui ricavato viene devoluto totalmente al WWF. Nello stesso anno esce la raccolta Un altro pensiero.

### Gli anni novanta
La vittoria a Sanremo

I Pooh vincitori del Festival di Sanremo 1990

Gli anni novanta si aprono con uno dei pochi successi che ancora mancavano alla quasi venticinquennale carriera dei Pooh: nel marzo 1990 partecipano per la prima ed unica volta al Festival di Sanremo, vincendolo largamente, con il brano Uomini soli. Il brano viene cantato anche in abbinamento con Dee Dee Bridgewater, la quale inciderà la versione in inglese del brano, intitolata Angel of the Night. Al termine della prima esecuzione del pezzo, Battaglia rivela che una ventina d'anni prima il gruppo aveva tentato, senza successo, di prendere parte alla manifestazione. Poco dopo il Festival viene pubblicato l'album omonimo del brano proposto, che contiene brani di successo come L'altra donna (scritto e cantato da Dodi Battaglia), Giulia si sposa (scritta da Roby Facchinetti e Valerio Negrini e cantata da Stefano D'Orazio) e Tu vivrai (in collaborazione con Eros Ramazzotti, Umberto Tozzi, Raf ed Enrico Ruggeri).
Sempre nel 1990, a dicembre, esce una raccolta doppia: 25: la nostra storia. Da questo album nascerà una lunga tournée nei teatri. Nel 1992 il successo dei Pooh è testimoniato da un disco, Il cielo è blu sopra le nuvole, dal quale vengono scelti i singoli Maria marea, 50 primavere, Stare senza di te e La mia faccia. Con questo album termina la prima parte della collaborazione di Fio Zanotti e i Pooh, iniziata nel 1986, con Giorni infiniti. Dopo la separazione artistica da Zanotti, in un'intervista i Pooh dichiarano: «Zanotti riprendeva gli arrangiamenti e i suoni che aveva usato nei nostri lavori anche in altri suoi lavori».
La crisi
Nel 1993 cominciano a incrinarsi i rapporti all'interno del gruppo, con Red, Dodi e Stefano che si oppongono all'idea di Roby di partecipare al Festival di Sanremo con la canzone Vivrò, presente nel secondo lavoro solista di Facchinetti, Fai col cuore.
Il 1994 è un anno di transizione, i Pooh incidono un album di brani inediti: Musicadentro, disco arrangiato da Dodi Battaglia in maniera molto energica, suonato quasi per intero in presa diretta, con l'intento di trasportare su CD tutta l'energia del gruppo, come se fosse un disco suonato dal vivo. La confezione del disco viene studiata a tavolino dai Pooh e dalla casa discografica, e ispirandosi con molta probabilità al "metal box" dei Public Image Ltd. decidono di inserire il CD in una scatola metallica rotonda. Per la promozione radiofonica vengono scelti come singoli Le canzoni di domani e A cent'anni non si sbaglia più, dei quali vengono realizzati anche dei videoclip. Il disco però non riesce a sfondare, manca una hit forte che possa trascinare le vendite dell'album, che si assestano intorno alle 100 000 copie, risultando di fatto il disco meno venduto dai Pooh da quando sono passati a una major nel 1971. Dodi Battaglia scrive Dietro la collina, Senza musica senza parole, brano dal sapore latino con un testo di Stefano che fa sì che ogni frase sia concatenata alla precedente attraverso l'ultima parola. Un leone in paradiso è una dedica al padre Medardo, scomparso in quell'anno.
Nel 1995 a maggio esce il loro terzo album dal vivo, doppio, dal titolo Buonanotte ai suonatori (il brano omonimo è l'unico inedito). Nel dicembre dello stesso anno esce una raccolta per festeggiare gli imminenti 30 anni di carriera: si chiama PoohBook, ed è composto da 6 CD per un totale di 86 brani. Red Canzian pubblica il suo primo libro intitolato Magia dell'albero. Stefano D'Orazio decide di far pubblicare una fanzine, il Poohnews, che da Musicadentro in poi ha raccontato gestazione, aneddoti e curiosità di ogni lavoro della band in uscita.
Il rilancio
I Pooh tornano alla ribalta grazie al disco Amici per sempre, del 1996, che lancia brani come l'omonimo singolo Amici per sempre, La donna del mio amico e Cercando di te. I nuovi Pooh rimangono fedeli alla loro musica, rinnovandosi negli arrangiamenti,invitando l'arpista Vincenzo Zitello nel brano Diritto d'amare e seguendo in parte la moda del momento. Ironia della sorte, nonostante il titolo, questo sarà il disco con la gestazione più difficile, il più sofferto di tutta la loro carriera. I quattro, infatti, quasi non si parlano, ogni occasione è buona per litigare e la "macchina della musica" sembra sul serio arrivata al capolinea. Lacerano il gruppo in particolare uno scontro sulla musica e su chi debba cantare Il silenzio della colomba ed un testo di D'Orazio dedicato al padre mancato l'anno prima, in seguito rifiutato dagli altri componenti e sostituito con Innamorati sempre, innamorati mai.
Dodi nel frattempo pensa in segreto di andarsene e registra il disco separatamente rispetto al resto del gruppo. Alla fine il buon senso dei quattro e il successo ottenuto dal nuovo album scongiurano la fine dell'avventura. Gli arrangiamenti del disco vengono affidati a Emmanuele Ruffinengo, giovane arrangiatore già con i Pooh durante le sessioni di registrazione di Uomini soli e il successivo tour. Tocca proprio a Ruffinengo il compito di rinverdire i fasti del gruppo dopo il recente insuccesso discografico di Musicadentro, e i suoni moderni e molto rock sembrano dare loro ragione: il disco è uno dei più apprezzati e suonati dalle radio, ricevendo un vasto consenso anche dal pubblico.
Nel febbraio 1997, per festeggiare il trentennale dei Pooh, esce presso Arnoldo Mondadori Editore la prima biografia del gruppo. Si intitola Quello che non sai, come un loro successo degli anni sessanta, ed è curata dal giornalista e critico Franco Dassisti. Nel novembre dello stesso anno esce un'altra raccolta, una doppia antologia intitolata The Best of Pooh che raccoglie 28 successi del gruppo, più due brani inediti registrati per l'occasione, Brava la vita, che viene scelta per girare un videoclip promozionale e Non lasciarmi mai più che alla lunga sarà il più fortunato tra i due pezzi.
Nel 1998 esce la raccolta Un minuto prima dell'alba, il primo CD dei sei che componevano il cofanetto Poohbook uscito tra il 1993 e il 1995. I Pooh che dal 1990 sono tornati in possesso di una parte del loro catalogo degli anni sessanta, decidono di pubblicare i migliori pezzi di quegli anni in versione riarrangiata e ricantata in chiave moderna, con gli attuali membri della band a cimentarsi su brani passati nel dimenticatoio della memoria, come Brennero 66, E dopo questa notte e La solita storia.
Nel 1999 esce Un posto felice: singoli come Dimmi di sì, Se balla da sola e Mi manchi sono tra i pezzi più importanti dell'anno e permettono ai Pooh di partecipare al Festivalbar e di riempire piazze e stadi. In particolare Dimmi di sì di Stefano D'Orazio si distingue per via del suo suono Eurobeat anni settanta, che parzialmente anticipa i successivi lavori del gruppo.
I Pooh danno a Mediaset la possibilità di trasmettere in differita l'ultima tappa della loro tournée estiva, che fa tappa nella città di Arezzo. Del concerto viene anche ricavata una VHS che comprende tutto il concerto e alcune scene riprese nel backstage. Mediaset aveva, tra l'altro, già trasmesso nel 1991 il concerto del venticinquennale, tenutosi nel settembre di quell'anno al Campo Sportivo Abetone di Pisa. In quell'occasione si trattava dell'ultima data del Tour estivo di 25: la nostra storia.

### Gli anni duemila

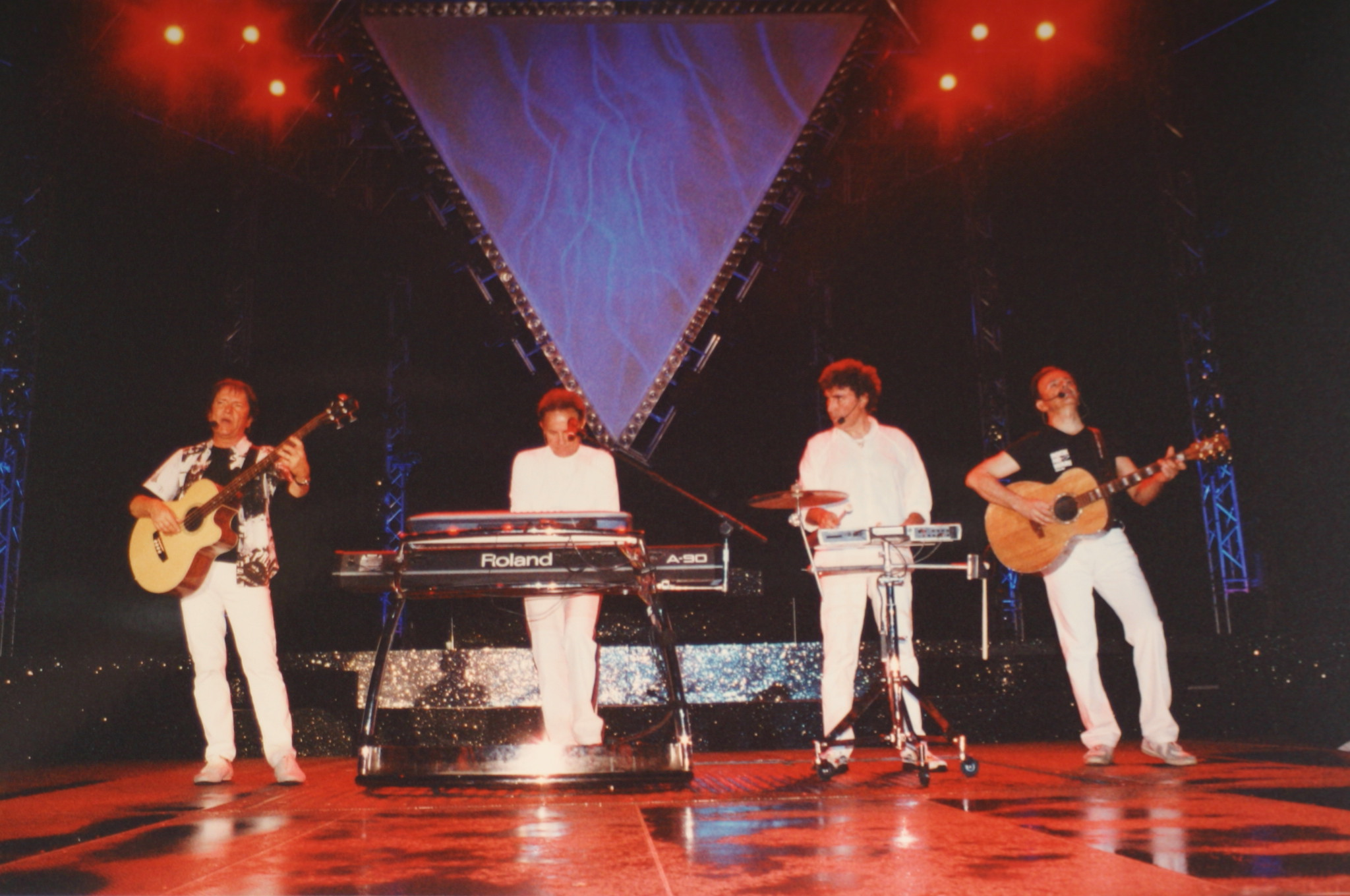
I Pooh in concerto nel 2004

Il terzo millennio si apre per il complesso bolognese con Cento di queste vite (2000) che torna al suono degli anni settanta, un lavoro interessante che sicuramente mostra più impegno e carattere rispetto al precedente. Da questo disco vengono estrapolati molti singoli, tra i quali spiccano Stai con me, I respiri del mondo, Un grande amore e il brano di chiusura, Puoi sentirmi ancora, canzone dedicata a una fan morta tragicamente in un incidente stradale, pezzo con una coda strumentale.
Nel 2001, per festeggiare i 35 anni di carriera, i Pooh pubblicano la raccolta celebrativa Best of the Best, presentata in due versioni: la prima, è composta da un doppio CD; la seconda da un unico CD, che comprende una traccia dal vivo estratta dal tour Cento di queste vite. In entrambe le versioni sono presenti tre inediti: Portami via, scritto da Canzian, E arrivi tu, scritto da Battaglia su testo di D'Orazio, e Figli, quest'ultimo un'anticipazione di quello che sarà il disco successivo Pinocchio. Nella raccolta, la versione di Figli presenta sonorità più rock rispetto alla quella proposta nel musical. Nel tour di Best of the Best i Pooh presentano, in versione strumentale, il brano d'apertura del musical, C'era una volta. Nell'agosto del 2002 ricevono il "Premio Miglior Gruppo Italiano" della rassegna del miglior live Fatti di Musica diretta da Ruggero Pegna, riconoscimento che riceveranno anche in successive edizioni.
Pinocchio e l'omonimo musical
I Pooh cominciano a gettare le basi sul progetto musical. La regia dello spettacolo è affidata a Saverio Marconi. In origine, l'idea del Musical prevedeva una storia completamente diversa da quella portata in scena, infatti Roby stava scrivendo delle musiche sull'idea di Gabriel, un messia del futuro immaginato dallo stesso Facchinetti. Vista la difficoltà a intrecciare le musiche con la storia, Saverio Marconi consiglia ai Pooh di scegliere un altro soggetto e questo viene trovato in Pinocchio.
Da questa esperienza verrà estratto il disco Pinocchio, del 2002, nel quale i Pooh racchiudono gli 11 brani più adatti a essere proposti anche fuori dal contesto del musical, variando in alcuni casi poche strofe. Il musical, portato in scena dalla Compagnia della Rancia, diventa uno degli spettacoli più visti degli ultimi anni e viene replicato in tutta la penisola. Per la prima dello spettacolo viene costruito il Teatro della Luna, vicino al Forum di Assago, vicino a Milano. Il disco ottiene buoni consensi dalla critica, ma le vendite sono inferiori rispetto ai dischi precedenti. Il singolo di lancio, distribuito anche come CD singolo è Il paese dei balocchi, successivamente dal CD verranno estratti altri singoli destinati alla programmazione radiofonica come Voglio andare via, Vita, Un vero amico.
Nel 2003 viene pubblicato Pinocchio - Il grande musical, un doppio CD con le musiche dello spettacolo, suonate da un giovane gruppo di musicisti e interpretate dai protagonisti del musical. L'unico intervento dei Pooh nel disco è la chitarra acustica di Dodi Battaglia su Vita. La batteria è suonata dal figlio di Red Canzian, Philipp.
Nello stesso anno Dodi pubblica un album strumentale, D'assolo. Al disco collaborano due mostri sacri del panorama chitarristico italiano, Franco Mussida e Maurizio Solieri, che suonano nel brano Nordinfesta. La spinta definitiva alla pubblicazione del disco arriva da Roby Facchinetti che sentendo i 10 brani di Dodi lo convince a presentarlo sul mercato discografico. Il disco viene presentato live a RadioItalia, negli studi di Cologno Monzese e al Teatro Agorà di Cernusco sul Naviglio.
Sempre nel 2003, esce il primo DVD dei Pooh, Aloha, con i filmati restaurati realizzati durante il soggiorno hawaiano del 1984. Il DVD comprende i sette videoclip promozionali girati per lo speciale andato in onda per la RAI. Dal disco manca solo Tempi migliori. Nel febbraio dello stesso anno, inoltre, i Pooh ricevono dai Nomadi il premio "Musica e solidarietà" per le loro iniziative in favore di Rock No War, in occasione del XI "Tributo ad Augusto", manifestazione che la band emiliana organizza annualmente a Novellara in ricordo dello scomparso frontman Augusto Daolio.
In questi anni i Pooh ottengono una nuova notorietà anche tra i più giovani, anche grazie alla sitcom Camera Café, dove uno dei personaggi protagonisti, Paolo Bitta (interpretato da Paolo Kessisoglu), è un accanito fan del gruppo; gli stessi Pooh hanno partecipato come guest star a quattro episodi della serie (Arrivano i Pooh, I 40 anni dei Pooh, La guerra dei Pooh e L'incantesimo dei Pooh). Nel 2017, in occasione della sesta stagione, Facchinetti e Fogli compaiono come guest star in alcuni episodi.
Ascolta
Nel 2004, dopo quasi quattro anni d'assenza, i Pooh tornano nei negozi con un nuovo CD intitolato Ascolta come l'omonimo brano che apre l'album. Il disco, realizzato con la collaborazione dell'arrangiatore Fio Zanotti, è il più lungo prodotto dai Pooh, con 14 brani e una durata totale di poco più di un'ora. La ragazza fotografata sulla copertina del disco è Chiara Canzian, figlia di Red, in posa all'acquario di Genova. L'uscita del disco è preceduta dal singolo Capita quando capita, una hit dalla quale viene ricavato un videoclip girato nel centro di Verona. Successivamente vengono estratti numerosi singoli radiofonici, Ascolta, Per dimenticare te, Scusami, e l'ironica e autobiografica Dove sono gli altri 3.
I festeggiamenti dei 40 anni con La grande festa
Il 18 novembre 2005 esce il doppio album La grande festa, una raccolta di grandi successi più due brani inediti: La grande festa e Destini. Il tour del quarantennale porta in scaletta oltre 40 canzoni che ripercorrono la storia della band da Vieni fuori (Keep on runnin), 45 giri d'esordio pubblicato nel 1966, fino al recente La grande festa, registrato nel settembre del 2005 con l'ausilio di oltre 40 coristi scelti tra i fan del gruppo, in occasione di una selezione partita con l'annuncio presente sul sito internet del gruppo. Sempre a novembre esce un libro riguardante i loro imminenti 40 anni di carriera: La grande storia 1966-2006, edito da Giunti e scritto da S. Neri.
In occasione dei campionati mondiali di calcio del 2006, tenutisi in Germania a partire dal 9 giugno, i Pooh hanno inciso l'inno della nazionale italiana, dal titolo Cuore azzurro, il cui ricavato viene interamente devoluto in beneficenza. La tournée estiva prevede alcuni cambiamenti in scaletta rispetto a quella invernale: viene tolto un medley elettrico e subentra la versione acustica di Cuore azzurro. In molte date, insieme al gruppo, cantano alcuni telecronisti Rai presenti al mondiale tedesco, nel quale l'Italia si laurea campione del mondo per la quarta volta. Il 9 settembre 2006 i Pooh sono tornati a suonare nella cornice storica dell'Arena di Verona, mentre il concerto di Padova del 22 settembre viene ripreso dalle telecamere per permettere la realizzazione di un DVD live del concerto. Sempre nel 2006 è stato lanciato da tutte le radio il primo dei due nuovi brani inediti dal titolo Il cielo non finisce mai, quale anticipazione del CD+DVD live intitolato Noi con voi. Il titolo dell'altro brano inedito è L'amore costa.
Nel marzo 2007 esce Noi con voi - Versione integrale (2 CD), con 45 canzoni live più i due inediti già presenti nel Noi con voi uscito a novembre. Contemporaneamente viene pubblicato anche il doppio DVD contenente tutto il concerto di Padova, tenuto davanti a oltre 150 000 persone, con circa 20 minuti di back-stage.
Ritorno alle origini con Beat ReGeneration
Il 1º febbraio 2008 esce Beat ReGeneration, un album di cover ispirato ai lavori di altri complessi del periodo degli anni sessanta-inizio anni settanta. Il primo singolo estratto è La casa del sole (dei Los Marcellos Ferial), a sua volta traduzione della più celebre The House of the Rising Sun, già eseguita in diverse versioni da vari artisti di calibro. Tra i brani più famosi si ricordano inoltre 29 settembre, nota tra l'altro per l'esecuzione dell'Equipe 84; gli altri singoli estratti sono Nel cuore, nell'anima e Un ragazzo di strada.

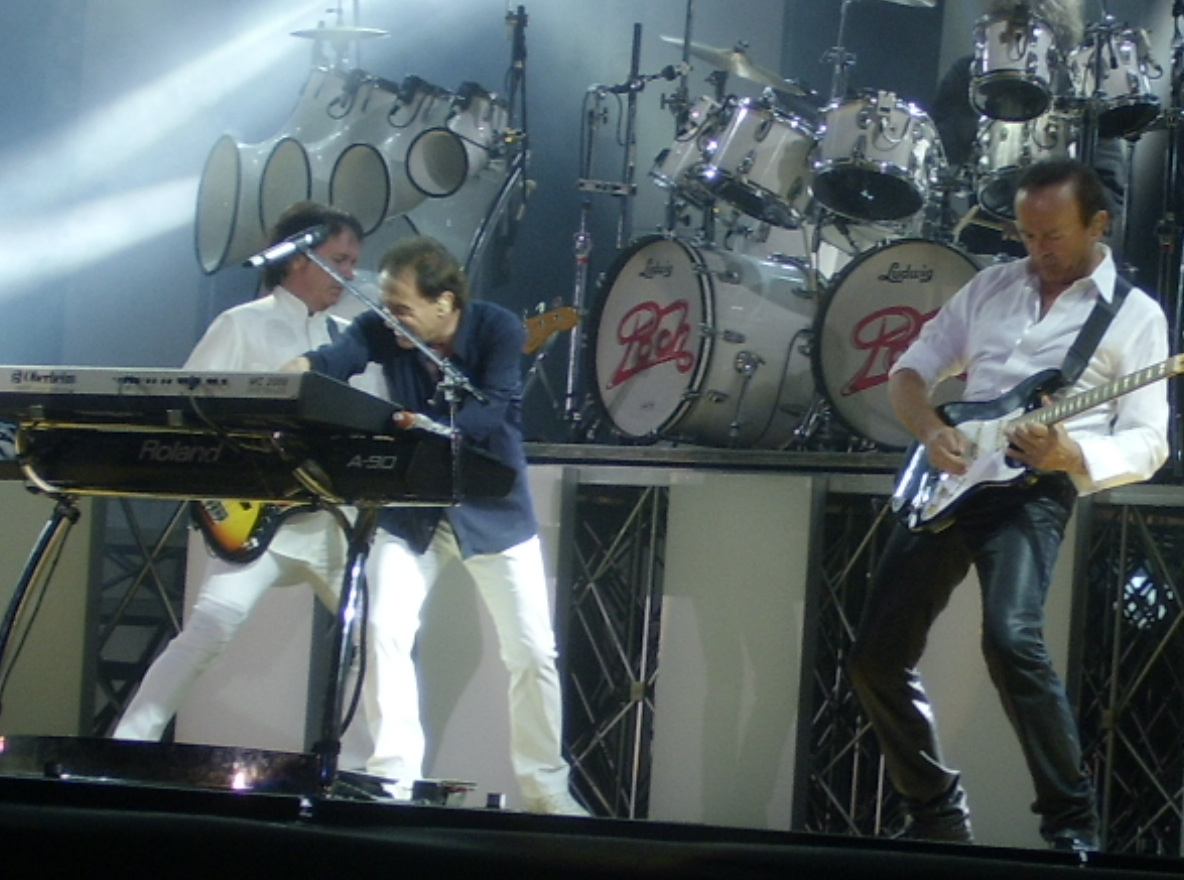
I Pooh in concerto nel 2009

Il disco viene portato in tour nella primavera e nell'estate dello stesso anno. Grande successo, in particolare, riscuote il concerto del 19 agosto a Reggio Calabria, che vede la partecipazione di oltre 100 000 persone e la diretta audio e video di RTL 102.5. Il tour 2008 sarà l'unico organizzato per i Pooh dalla Milano Concerti, affiliata alla multinazionale Live Nation: dopo tale breve esperienza il complesso torna infatti all'agenzia Di Palma-Cusolito.
Sempre in tema di cover, nel 2008 e nel 2009 i Pooh partecipano a tre dischi di altri artisti. Con i Neri per Caso, nell'album Angoli diversi, reinterpretano la loro Piccola Katy. Con Ornella Vanoni, nell'album di duetti Più di me, cantano Eternità (di Claudio Cavallaro e Giancarlo Bigazzi) incisa dal complesso i Camaleonti e dalla stessa Vanoni. Infine, nel 2009, incidono con Claudio Baglioni una versione riarrangiata di Che begli amici, storico brano del cantautore romano riproposto nell'album Q.P.G.A. uscito a novembre dello stesso anno.
L'abbandono di Stefano D'Orazio
A metà aprile 2009 viene diffusa la notizia che, successivamente all'uscita di un nuovo disco dal titolo Ancora una notte insieme (2 CD), avvenuta l'8 maggio, e il successivo tour in partenza il 18 luglio dalla Reggia di Caserta, il batterista Stefano D'Orazio lascerà il gruppo dopo 38 anni di sodalizio.
Il tour, il cui numero di date è cresciuto in corso d'opera (da 4 a 38), è stato chiuso da due serate speciali al Mediolanum Forum di Assago la seconda delle quali trasmessa in diretta radiofonica da RTL 102.5 e oggetto di ripresa televisiva e collegamenti in diretta nella trasmissione televisiva X Factor su Rai 2. Dal 1º ottobre 2009 la band rimane formata dai soli Canzian, Battaglia e Facchinetti, i quali decisero di proseguire senza cercare alcun sostituto. Il Premio videoclip italiano, manifestazione del settore videomusicale, ha assegnato il Premio Speciale al videoclip Ancora una notte insieme per la regia di Andrea Falbo e Andrea Gianfelice. Il 26 novembre esce un libro che ripercorre i quasi 44 anni di carriera della band: I nostri anni senza fiato, edito da Rizzoli.

### Gli anni duemiladieci e duemilaventi
Nel febbraio 2010 i Pooh annunciano l'uscita di Aladin, musical scritto da Stefano D'Orazio con la partecipazione dei suoi tre ex colleghi, autori delle musiche. Il 5 marzo esce il DVD contenente le riprese dell'ultimo concerto ad Assago del 28 e 30 settembre.
In una conferenza stampa tenuta il 3 marzo 2010 i Pooh rivelano i propri progetti futuri, annunciando la prosecuzione dell'attività del gruppo con una formazione a tre (collaudata con due concerti in Canada al Casinò Fall View, vicino alle Cascate del Niagara), e l'intenzione di avvalersi di un turnista alla batteria, nello specifico Steve Ferrone, già batterista per artisti internazionali come Eric Clapton, Bee Gees, Tom Petty e George Harrison. Steve Ferrone suona dunque nel nuovo album, Dove comincia il sole, uscito il 12 ottobre 2010. Il singolo omonimo è una suite musicale rock con liriche e atmosfere che riportano il gruppo a opere come i loro Parsifal e Il tempo, una donna, la città. La versione presente nell'album è divisa in due parti, una di sei minuti cantata e una di cinque strumentale.

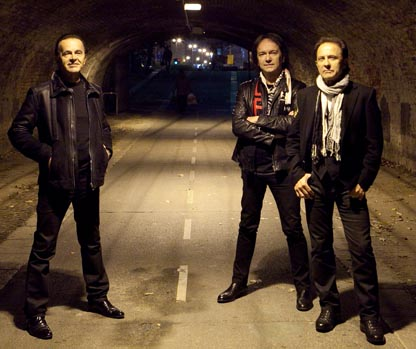
I Pooh nel 2010, nella formazione a tre con Dodi Battaglia, Red Canzian e Roby Facchinetti

Nel tour Dove comincia il sole, i tre Pooh suonano, oltre che con Ferrone, con un chitarrista e un tastierista supplementari, il secondo anche loro arrangiatore (rispettivamente Ludovico Vagnone e Danilo Ballo), scelti fra i nomi più noti del settore. Il tour ha inizio il 23 novembre a Rimini e continua fino all'estate 2011 toccando varie città italiane, per poi riprendere dal gennaio 2012 a Legnano e proseguire con una lunga serie di concerti in giro per il mondo. Nei concerti del tour 2011 e 2012, alla batteria si esibisce non più Steve Ferrone, bensì Phil Mer, figlio della moglie di Red Canzian.
Nei concerti di questo tour i Pooh hanno sempre registrato il tutto esaurito, arrivando a totalizzare circa 500 000 presenze. Il 29 aprile 2011 i tre Pooh si ritrovano sullo stesso palco con Stefano D'Orazio nel programma tv Ciak si canta, in diretta da Napoli.
L'11 ottobre 2011 esce Dove comincia il sole live agosto 2011, disponibile in tre versioni: un doppio CD, un doppio DVD e la luxury edition con contenuti speciali che comprendono la registrazione integrale del concerto tenutosi a Este. Il 22 e 23 ottobre si esibiscono in due concerti in Canada, alle Cascate del Niagara, accompagnati dalla World Rock Symphony Orchestra di Toronto. Il 28 ottobre sono invece a Sofia, in Bulgaria, dove tengono un concerto al Palazzo della Cultura con la Classic FM Orchestra. Il 18 novembre i Pooh ritornano in TV dopo la mini tournée esibendosi nel programma I migliori anni di Carlo Conti. Dal 29 novembre i Pooh con una nota pubblicata sul loro sito hanno la loro pagina ufficiale su Facebook, Twitter e YouTube.
Il 6 marzo 2012 esce Pooh Legend un cofanetto curato da Andrea Pedrinelli composto da 4 DVD e quattro libri con oltre 10 ore di filmati, molti dei quali inediti. Per il 9 ottobre 2012 il gruppo annuncia l'uscita del nuovo lavoro intitolato Opera seconda; in seguito comincia un tour nei principali teatri in tutta Italia accompagnati dalla Ensemble Symphony Orchestra diretta dal Maestro Giacomo Loprieno.
Il 3 gennaio 2013 muore improvvisamente Valerio Negrini, a causa di un infarto, mentre si trovava in vacanza nel Trentino. L'inaspettato tragico evento getta nello sconforto i Pooh e pone nuove incognite sul futuro del gruppo. Ai primi di luglio i Pooh tornano sui palchi dei teatri all'aperto e delle arene estive con la tournée estiva di Opera seconda in tour. Il 29 ottobre esce Pooh Box, il cofanetto in memoria di Valerio Negrini. Il lavoro contiene un doppio cd e doppio DVD live del concerto di Opera seconda in tour, una Graphic Novel di 200 pagine POOHdiSEGNI illustrata dal designer Gianni D'Angelo che racconta la storia della band e due CD Voci per Valerio che comprendono 28 brani interpretati dai più importanti doppiatori italiani tra cui Christian Iansante ideatore del progetto. Dal 2 novembre i Pooh tornano sui palchi dei teatri in Italia, in Canada e negli Stati Uniti, con l'ultima parte della tournée che ha registrato un grande successo di pubblico con più di 150 000 presenze durante le quasi 100 date in tutta Italia, ma anche in Europa e oltreoceano.

#### Prima reunion (2015-2016)

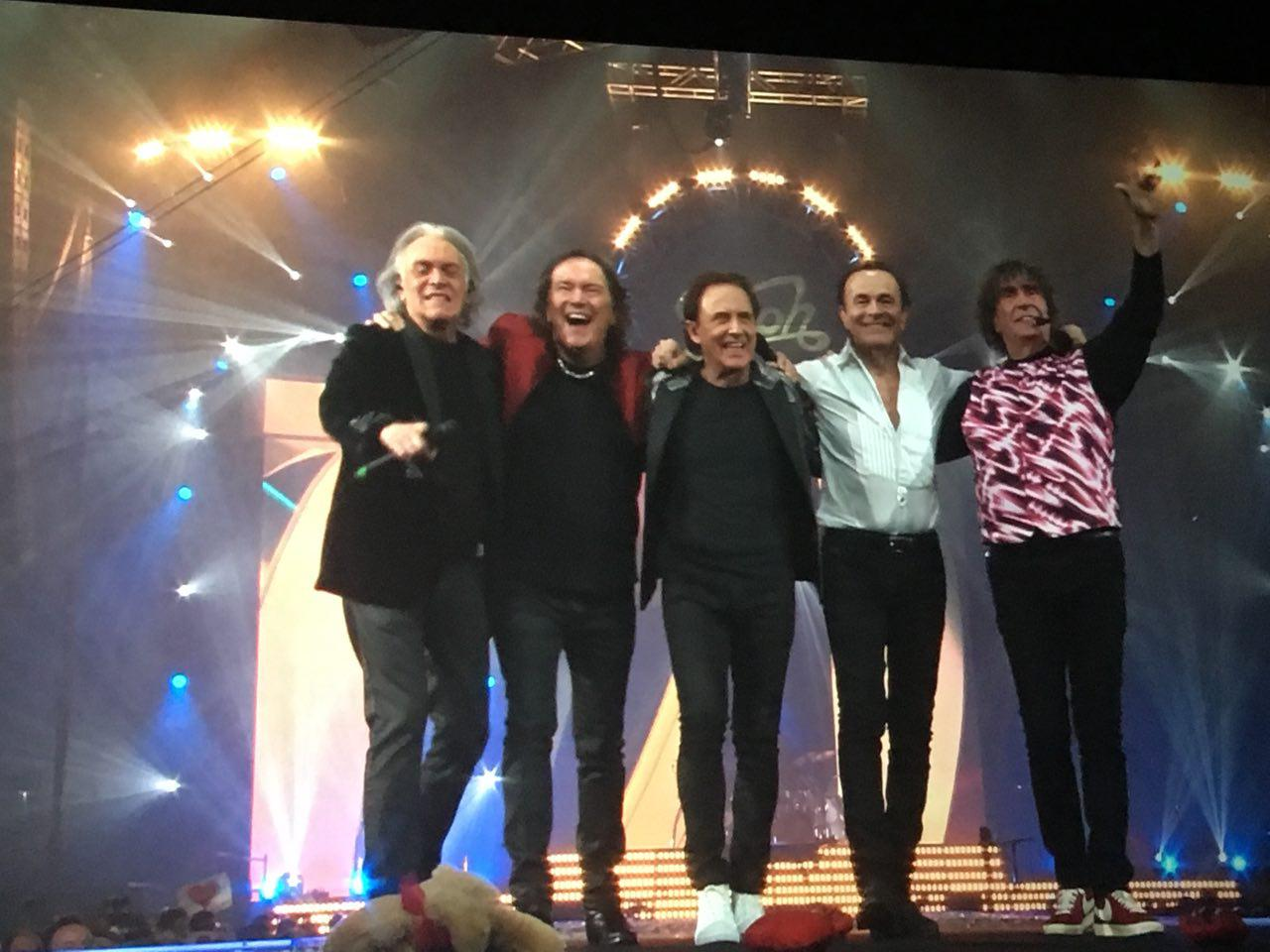
I Pooh durante l'ultimo concerto della prima reunion tenuto il 30 dicembre 2016

Il 28 settembre 2015 i Pooh annunciano l'operazione "reunion" che vede il ritorno di Stefano D'Orazio alla batteria e di Riccardo Fogli alla voce per una serie di attività, tra le quali sette concerti così distribuiti: due allo Stadio San Siro di Milano, uno allo Stadio Olimpico di Roma, uno allo Stadio San Filippo di Messina, tre all'Arena di Verona. Nei mesi successivi viene annunciato un triplo album e un DVD live tratto dai concerti di Milano, e il tour tra settembre e dicembre nei palasport e nei poli fieristici. Vengono pubblicate rivisitazioni a cinque voci degli storici brani Pensiero, Noi due nel mondo e nell'anima, Chi fermerà la musica, Piccola Katy e Pierre, oltre agli inediti Tante storie fa, Le cose che vorrei, Ancora una canzone e Traguardi, tutti inclusi nel triplo album live Pooh 50 - L'ultima notte insieme, uscito il 16 settembre.
Il 30 dicembre 2016 i Pooh terminano la loro prima reunion, tenendo un ultimo concerto in formazione a cinque elementi (D'Orazio, Canzian, Facchinetti, Fogli e Battaglia) all'Unipol Arena di Casalecchio di Reno, evento trasmesso in diretta via satellite nei cinema italiani e in diretta televisiva e radiofonica su RTL 102.5. A dispetto di ciò, il 6 giugno 2017 i Pooh tornano insieme all'Arena di Verona in occasione dei Wind Music Awards, conclusione ampiamente preannunciata: in una intervista di pochi mesi prima, Red Canzian aveva dichiarato che «I Pooh continueranno a seguire la loro storia, la loro discografia e a proteggere il patrimonio socio-culturale che rappresentano, ma non faranno più dischi o concerti insieme».
Il 14 luglio 2017 è uscito il cofanetto Trilogia 1987-1990, contenente gli album Il colore dei pensieri, Oasi e Uomini soli, oltre a un disco bonus estratto da Live in Milano (Piazza Duomo 1990). Il 23 novembre 2018 viene pubblicato il triplo album e un DVD live tratto dall'ultimo concerto a Casalecchio di Reno, intitolato Pooh 50 - L'ultimo abbraccio.
Il 6 novembre 2020 muore Stefano D'Orazio dopo una settimana di ricovero in ospedale a seguito di complicazioni dovute al COVID-19. Il 20 novembre è stata commercializzata la raccolta Le canzoni della nostra storia, un cofanetto composto da 4 CD per un totale di 72 brani, incluso l'inedito Meno male, prima versione di Tanta voglia di lei incisa nel 1971 e mai pubblicata prima di allora. Nel corso del 2022 Roby, Dodi e Red, vista la situazione della pandemia migliorare notevolmente, fecero delle tournée individuali in varie località della penisola.
Il 1º maggio 2022 il gruppo ritorna insieme in occasione del 78º compleanno di Facchinetti come ospiti della trasmissione televisiva Domenica in.

#### Seconda reunion (2023-presente)
Il 7 febbraio 2023 i Pooh hanno fatto il ritorno sulle scene musicali in occasione del Festival di Sanremo, eseguendo un medley dei loro principali successi contenente il brano Uomini soli come tributo a D'Orazio e annunciando la prima data del tour allo Stadio San Siro. Il 20 dello stesso mese si sono esibiti presso il Teatro Lirico di Milano in occasione di un evento in ricordo a Valerio Negrini.
Il 7 aprile 2024, Roby, Dodi, Red e Riccardo tornano in televisione a Domenica in da Mara Venier, protagonisti di una lunga intervista dove hanno percorso le più importanti tappe della carriera del gruppo. In tale occasione annunciano il tour estivo che toccherà varie città italiane.

## Riconoscimenti
- 15 Telegatti
- Riconoscimento ufficiale del centro Studi e Ricerche dell'Accademia di Scienze e Tecnologia della Protezione Civile
- Statue di cera nel Museo delle Cere di Roma (1986)
- Cavalieri della Repubblica Italiana (1986)
- Ambasciatori del WWF dal 1987
- Rangers onorari d'Europa (1998)
- Wind Music Awards (2008, 2009, 2010, 2011, 2016, 2017)
- Targa nella Strada del Festival di Sanremo in Via Matteotti a Sanremo, per il brano Uomini soli (2011)
- Premio Lunezia 2013 alla Carriera, conferito anche alla memoria di Valerio Negrini per la qualità della scrittura
- Tratto del lungomare di Jesolo intitolato alla band ad agosto 2016
- Chiavi delle città e riconoscimento di cittadini onorari di Bari e di Treviso
- Premio [[Power Hits Estate#Settima edizione (2023)[32]|Power Hits]] Platino (2023)

## Formazione

### Attuale
- Roby Facchinetti – voce, tastiera, pianoforte, sintetizzatore, fisarmonica (1966-presente)
- Dodi Battaglia – voce, chitarra, tastiera, fisarmonica (1968-presente)
- Red Canzian – voce, basso, chitarra, flauto dolce, violoncello, contrabbasso (1973-presente)
- Riccardo Fogli – voce, chitarra, basso, tamburello (1966-1973, 2015-presente)

### Ex componenti
- Bob Gillot – voce, tastiera (1966) (Deceduto)
- Gilberto Faggioli – voce e basso (1966)
- Mauro Bertoli – voce, chitarra (1966-1967)
- Mario Goretti – voce, chitarra (1966-1968)
- Valerio Negrini – voce, batteria (1966-1971)  (Deceduto)
- Stefano D'Orazio – voce, batteria, percussioni, flauto traverso (1971-2009, 2015-2020) (Deceduto)

### Turnisti
- Declam trio di fiati (1986-1987)
  - Demo Morselli – tromba
  - Gigi Mucciolo – tromba
  - Claudio Pascoli – sassofono tenore
  - Amedeo Bianchi – sassofono contralto
- Tommy Emmanuel – chitarra acustica (2001)
- Roberto Mauri-fiati sintetizzati ,trombino si b (2004-2005-2006)
- Ludovico Vagnone – chitarra (2010-2012)
- Danilo Ballo – tastiere, cori (2010-2013, 2023-presente)
- Steve Ferrone – batteria, percussioni (2010)
- Phil Mer – batteria, chitarra (2011-2013, 2023-presente)
- Ensemble Symphony Orchestra (diretta dal Maestro Giacomo Loprieno) – orchestra (2012-2013)

## Discografia

### Album in studio
- 1966 – Per quelli come noi
- 1968 – Contrasto
- 1969 – Memorie
- 1971 – Opera prima
- 1972 – Alessandra
- 1973 – Parsifal
- 1975 – Un po' del nostro tempo migliore
- 1975 – Forse ancora poesia
- 1976 – Poohlover
- 1977 – Rotolando respirando
- 1978 – Boomerang
- 1979 – Viva
- 1980 – Hurricane
- 1980 – ...Stop
- 1981 – Buona fortuna
- 1983 – Tropico del nord
- 1984 – Aloha
- 1985 – Asia non Asia
- 1986 – Giorni infiniti
- 1987 – Il colore dei pensieri
- 1988 – Oasi
- 1990 – Uomini soli
- 1992 – Il cielo è blu sopra le nuvole
- 1994 – Musicadentro
- 1996 – Amici per sempre
- 1999 – Un posto felice
- 2000 – Cento di queste vite
- 2002 – Pinocchio
- 2004 – Ascolta
- 2008 – Beat ReGeneration
- 2010 – Dove comincia il sole

### Album dal vivo
- 1982 – Palasport
- 1987 – Goodbye
- 1995 – Buonanotte ai suonatori
- 2006 – Noi con voi
- 2011 – Dove comincia il sole live agosto 2011
- 2013 – Pooh Box
- 2016 – Pooh 50 - L'ultima notte insieme
- 2018 – Pooh 50 - L'ultimo abbraccio

### Raccolte
- 1974 – I Pooh 1971-1974
- 1978 – I Pooh 1975-1978
- 1981 – I Pooh 1978-1981
- 1984 – I Pooh '81-84 ...e tutto quanto mai apparso su Long Playing
- 1985 – Anthology
- 1989 – Un altro pensiero: da Oasi a Opera prima
- 1990 – 25: la nostra storia
- 1995 – Poohbook
- 1997 – The Best of Pooh
- 1998 – Un minuto prima dell'alba
- 2001 – Best of the Best
- 2005 – La grande festa
- 2009 – Ancora una notte insieme
- 2011 – Christmas Collection
- 2012 – Pooh Legend
- 2012 – Opera seconda
- 2013 – Love Songs (Le più grandi canzoni d'amore dei Pooh)
- 2017 – Pooh - Trilogia 1987 - 1990
- 2020 – Le canzoni della nostra storia
- 2023 – Amicixsempre 2023

## Concerti e tour
Il live del gruppo è da sempre caratterizzato da elementi di avanguardia e dal punto di vista di impianti audio e dal complesso scenografico e di luci; nel corso del tempo è stato pioniere dei più disparati effetti: dalle esplosioni in magnesio alle fiamme, dall'uso dei fumi a quello dei laser, dall'uso di strutture di palco articolate alle pedane idrauliche, dalle migliori tecnologie video a quelle d'illuminazione. Inoltre il gruppo è stato pioniere del cambiamento dei 'contesti' musicali essendo un forte protagonista del passaggio dalle balere ai teatri, dai teatri ai palazzetti dello sport, e dai palasport agli stadi.
- 1966/1967 – I Pooh
- 1968 – I Pooh - Piccola Katy
- 1969 – I Pooh - Mary Ann
- 1970 – I Pooh - Memorie
- 1971/1972 – Opera prima
- 1972 – Alessandra
- 1973/1974 – Parsifal
- 1975 – Tour Un po' del nostro tempo migliore
- 1976 – Forse ancora Poesia Live 1975
- 1976 – Forse ancora Poesia Live 1976
- 1976 – Poohlover Live Tour 1976
- 1977 – Rotolando Respirando Live
- 1978 – Boomerang Live 1978
- 1979 – Viva Live 1979
- 1980 – Tour Stop 1980
- 1981 – Buona fortuna Live Tour 1981
- 1982 – Buona fortuna Live Tour 1982
- 1982 – Palasport live 1982
- 1983 – Club Tour 1983
- 1983 – Tropico del Nord Live 1983
- 1984 – Aloha Live Tour 1984
- 1985 – Asia non Asia
- 1986 – Giorni infiniti Live Tour 1986
- 1987 – Goodbye e...
- 1987 – Il colore dei pensieri Live Tour 1987
- 1988 – Oasi Live Tour 1988
- 1989 – Oasi Live Tour 1989
- 1989 – Concerto per un'oasi Live Tour 1989
- 1990 – Uomini soli - Live 1990
- 1991 – 25...La nostra storia - Tour teatrale
- 1991 – 25...La nostra storia - Summer 1991
- 1992 – Il cielo è blu sopra le nuvole Live 1992
- 1993 – Il cielo è blu sopra le nuvole Live 1993
- 1994 – Acustica
- 1994 – Musicadentro Live
- 1995 – Buonanotte ai suonatori Live
- 1997 – Amici per sempre Live
- 1997 – Amici per sempre Live - Summer 1997
- 1998 – The Best of Pooh
- 1999 – Un posto felice - Spring - Palasport
- 1999 – Un posto felice - Summer 1999
- 2001 – Cento di queste vite Live Tour - Winter-Spring 2001
- 2001 – Cento di queste vite Live Tour - Summer 2001
- 2002 – Best of the best, la tournée dei grandi successi
- 2004 – Ascolta Live Tour 2004
- 2004 – Ascolta, in teatro
- 2005 – Ascolta, in teatro - Seconda tranche del tour teatrale
- 2006 – La grande festa Live - Spring 2006
- 2006 – La grande festa Live - Summer 2006
- 2007 – Recital d'estate
- 2008 – Beat Regeneration Tour Spring 2008 - Palasport
- 2008 – Beat Regeneration Tour Summer 2008
- 2009 – Ancora una notte insieme Live 2009
- 2010 – Dove comincia il sole Live - Palasport
- 2011 – Dove comincia il sole - Tour teatrale
- 2011 – Dove comincia il sole - Summer 2011
- 2012 – Dove comincia il sole Live World Tour 2012
- 2012 – Opera seconda Live Tour 2012
- 2013 – Opera seconda Live Tour 2013
- 2016 – Reunion - L'ultima notte insieme live 2016
- 2023 – Amici per sempre live 2023
- 2024 – Amici per sempre live 2024

## Studi di registrazione
Vengono qui di seguito elencati gli studi di registrazione in cui i Pooh hanno inciso i loro album. L'elenco comprende anche i singoli che tra gli anni '70 e gli anni '80 non trovarono posto in nessun 33 giri nell'anno della loro uscita sul mercato.
- Studi di registrazione sonora Regson di Milano (gestiti da Carlo e Umberto Zanibelli e Lidia Gualtieri): album Per quelli come noi (1966), Contrasto (1968), Memorie (1969).
- Milano Recording di Milano: album Opera prima (1971), Alessandra (1972), Parsifal (1973), singoli Se sai, se puoi, se vuoi/Inutili memorie e Per te qualcosa ancora/E vorrei, brano Lettera da Marienbad, Un po' del nostro tempo migliore (1975), Forse ancora poesia (1975), brano È bello riaverti (1975).
- Idea Recording Studios di Milano: album Poohlover (1976), brano Donna davvero (1976), singolo Risveglio/La gabbia (1977), Rotolando respirando (solo incisione e primo missaggio) (1977), Hurricane (missaggi eseguiti agli Hit Factory Studios di New York, Stati Uniti d'America) (1980), Buona fortuna (1981).
- Stone Castle Studios di Carimate: album Rotolando respirando (solo missaggi finali) (1977), Boomerang (1978), Viva (1979), ...Stop (1980), Asia non Asia (1985), Giorni infiniti (1986)
- Fonorama Studios di Milano: singolo Fantastic Fly/Odissey (1978).
- Fonoprint Studios di Bologna: singolo Non siamo in pericolo/Anni senza fiato (1982).
- Air Studios di Montserrat: album Tropico del Nord (1983)
- Lahaina Sound & Video Studios di Lahaina, Maui, Hawaii: album Aloha (1984).
- Morning Studios di Milano: album Il colore dei pensieri (1987), Oasi (1988), singolo Concerto per un'oasi/Nell'erba, nell'acqua, nel vento (1989), Uomini soli (1990), singoli anni sessanta reincisi nella raccolta 25: la nostra storia (1990), Il cielo è blu sopra le nuvole (1992), Amici per sempre (1996), singoli inediti contenuti nella raccolta The Best of Pooh (1997).
- Villa Condulmer di Zerman (TV): album Musicadentro (1994).
- Apricot Studios (Studio Q) di Milano: album Un posto felice (1999), Cento di queste vite (2000), brani inediti dalla raccolta Best of the Best (2001), Pinocchio (2002), Pinocchio - Il grande musical (2003), Ascolta (2004), singoli tratti dalla raccolta La grande festa (2005), singolo Cuore azzurro (2006), singoli tratti dal live Noi con voi (2006/2007), Beat ReGeneration (2008), singolo tratto dalla raccolta Ancora una notte insieme (2009), Dove comincia il sole (eccetto batteria) (2010), Opera seconda (eccetto batteria e orchestra) (2012).
- Logic Studios di Milano: batteria in Dove comincia il sole (2010) e in Opera seconda (2012).
- Punto Rec Studios di Torino: orchestra in Opera seconda (2012).